# Бари Маршал
Бари Џејмс Маршал (енгл. Barry James Marshall; Калгурли, 30. септембар 1951) је аустралијски лекар, добитник Нобелове награде за физиологију или медицину 2005. заједно са Робином Вореном за откриће улоге бактерије Helicobacter pylori у појави гастритиса и чира на желуцу и дванаестопалачном цреву.